# أشمون (مركز)

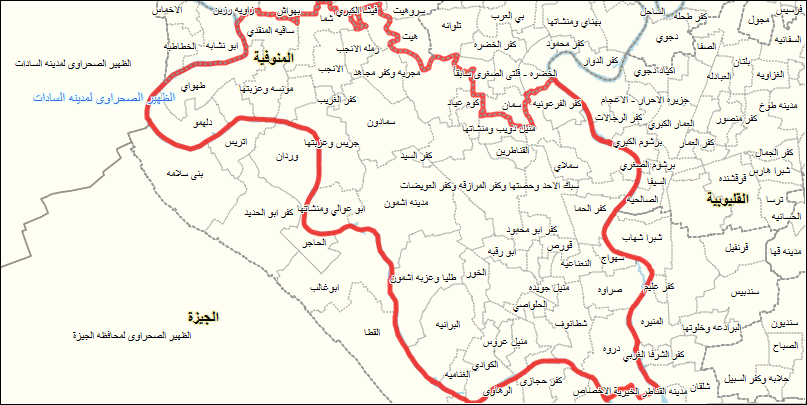
خريطة مركز أشمون

مركز أشمون، هو مركز تابع لمحافظة المنوفية في جمهورية مصر العربية. قاعدته الإدارية مدينة أشمون.

## جغرافيا
يقع مركز أشمون في أقصى جنوب المحافظة، فيما بين فرعي دمياط ورشيد. ويستحوذ مركز أشمون على 12.06% من جملة مساحة المحافظة. ويحد مركز أشمون من الشمال مركز الباجور ومركز منوف، ومن الجنوب مدينة القناطر الخيرية بمحافظة القليوبية، ومن الشرق فرع دمياط ومحافظة القليوبية، ومن الغرب فرع رشيد ومحافظة الجيزة.

## التقسيم الإداري
يضم المركز اثنى عشر وحدات محلية قروية، وهي: طليا، دروة، قورص، ساقية أبو شعرة، سنتريس، شطانوف، سبك الأحد، شنشور، سمادون، رملة الأنجب، شمّا، وطهواي. كما يتبعهم 54 قرية فرعية و190 كفراً ونجعاً.

## السكان
بلغ عدد سكان مركز أشمون 645,630 نسمة عام 2006.